# Google I/O
Google I/O je každoroční konference zaměřená na vývoj, pořádaná společností Google v San Francisku v Kalifornii. Google I/O nabízí vysoce technické, do hloubky zaměřené budování webu, mobilní a podnikové aplikace Google, otevřené webové technologie jako jsou Android, Chrome, Chrome OS, rozhraní API Google, Google Web Toolkit, App Engine, a další.
Konference Google I/O byla jako taková zahájena v roce 2008. Inspirací pro její vznik byla každoroční konference WWDC pořádaná přes 20 let firmou Apple. Písmena „I“ a „O“ označují (počítačový) vstup/výstup, ale i „Innovation in the Open“ (otevření inovacím). Formát akce se je velmi podobný jako u další akce společnosti Google a tou je Google Developer Day. Konference se koná od roku 2008 až na výjimky každý rok v květnu (v letech 2014 a 2016 se konala v červnu a v roce 2020 se kvůli pandemii covidu-19 nekonala vůbec). V roce 2021 se konala, opět kvůli pandemii, pouze online.
Dnes je možné sledovat přímý přenos z této konference i z několika velkých měst v České republice.

## 2008 (28.–29. květen)
Hlavními tématy této první konference byly OpenSocial, App Engine, Android, Google Maps API a Google Web Toolkit.
Jako řečníci zde přednášeli David Glazer, Alex Martell, Steve Souders, Dion Almaer, Mark Lucovsky, Guido van Rossum, Jeff Dean, Chris DiBona, Josh Bloch, Raffaello D' Andrea, a Geoff Stearns.

## 2009 (27.–28. květen)
Hlavními tématy byly Android, App Engine, Chrome, Google Web Toolkit, OpenSocial, Google AJAX APIs, a Google Wave.
Řečníci tohoto roku byli Aaron Boodman, Adam Feldman, Adam Schück, Alex Moffat, Alon Levi, Andrew Bowers, Andrew Hatton, Anil Sabharwal, Arne Roomann – Kurrik, Ben Collins – Sussman, Ben Galbraith, Ben Lisbakken, Brad Chen, Brady Forrest, Brandon Barber, Brett Slatkin, Brian Fitzpatrick, Brian McRae, Bruce Johnson Casey Whitelaw, Charles McCathieNevile, Charles Chen, Juicy Trewhalla, Chris Chabot, Chris DiBona, Chris Mertens, Chris Pruett, Chris Schalk, Cody Simms, Cyrus Mistry, Damon Lundin, Dan Bornstein, Dan Holevoet, Dan Morrill, Dan Peterson, Daniel Jefferies, Daniel S. Wilkerson, Dave Bort, Dave Carroll, Dave den, Dave Peck, David King, David Sehr, David Sparks, DeWitt Clinton, Derek Collison, Dhanji Prasanna, Dion Almaer, Don Schwarz, Eric Bidelman, Eric Sachs, Gerardo Capiel, Gregg Tavares, Guido van Rossum, Guillaume Laforge, Henry Chan, Ian Fette, tj.v Valdez, Itai Raz, Jacob Lee, Jeff Fisher, Jeff Ragusa, Jeff Sharkey, Jeffrey Sambells, Jerome Mouton, Jesse Kocher… Bylo jasně vidět, že se změnil velikostní rozsah konference.
Hardwaroví návštěvníci konference
- T-Mobile myTouch 3G

## 2010 (19.–20. květen)
Hlavními tématy byly Android, App Engine, Chrome, Enterprise, Geo, Google APIs, Google TV, Google Web Toolkit, Social Web a Google Wave.
Mezi řečníky: Aaron Koblin, Adam Graff, Adam Nash, Adam Powell, Adam Schück, Alan Green, Albert Cheng, Albert Wenger, Alex Russell, Alfred Fuller, Amit Agarwal, Amit Kulkarni, Amit Manjhi, Amit Weinstein, Anders Sandholm, Angus Logan, Anne Veling, Arne Roomann – Kurrik, Bart Locanthi, Ben Appleton, Ben Cheng, Ben Collins – Sussman…
Hardwaroví účastníci
- Přímo na akci: HTC Evo 4G.
- Přednostní před akcí z USA : Motorola Droid.
- Přednosti před akci, kteří nejsou z USA: HTC a Nexus One.

## 2011 (10.–11. květen)
Google tento rok představil Googlebooks a Acer.
Hlavní představení v oblasti Android:
- Google Music – bezdrátová streamovací hudební služba, podobná Amazon Cloud Player a Spotify.
- Aktualizace Honeycomb 3.1 – Umožňuje zařízením přímo přenášet data přes USB.
- Ice Cream Sandwich – Sloučení Honeycomb a Gingerbread do jednotného operačního systému.

Hlavní oznámení o Chrome a Chrome OS
- Chromebooks pro Samsung a Acer se začínají prodávat od 15. června.
- In-App nákupy aplikací v Chrome Web Store s 5% procentním poplatkem.
- Webová verze Angry Birds.

Hardwaroví účastníci
- Samsung Galaxy Tab 10.1[4]
- Samsung Řada 5 Chromebook[5]
- Verizon MiFi Mobile Hotspot 2012 (červen 27-29 , 2012)

## 2012 (27.–29. červen)
Tato konference se konala Moscone Center West v San Franciscu a byla prodloužena na tři dny, místo pravidelných dvou.

### Den první
Hlavními tématy tohoto dne byly Android, Google+ a Project Glass.
Oficiální ohlášení:
- Android 4.1 ("Jelly Bean")
  - Project Butter
  - Google Now
- Zavedení Nexus 7.[7]
- Zavedení of the Nexus Q.
- Project Glass.
- Android dosahuje 400 milionů aktivací po celém světě.
- In-App Payments: nové způsoby placení a předplácení pro Google Wallet.
- Offline mapy pro Android.
- Verze 2 google ovladače SDK.
- Google+ Hangout aplikace.
- Nové 3D snímky for Google Earth for Android.
- Nové a aktualizované zobrazení pro 720p HD quality YouTube API's.
- Aktualizace for Android.

### Den druhý
Hlavními tématy v celém tomto dni se staly: Google Chrome, Cloud a Project Glass.
- Google Chrome má nyní 310 milionů aktivních uživatelů po celém světě.
- Gmail má nyní 425 milionů aktivních uživatelů po celém světě.
- Google+ platforma pro mobilní zařízení (včetně SDK pro Android a iOS.
- Google Chrome pro Android se stává stabilní.
- Google Chrome pro iOS.
- Google pohon pro iOS.
- Google Docs nyní k dispozici v režimu offline.
- Google Compute Engineprodukt IaaS.
- Linux hostované na infrastruktuře Google.

### Den třetí
Představení Mobile App Analytics a Google Analytics pro Android.

## 2013 (15.–17. květen)
Google I / O 2013 se konala v Moscone Center v San Francisku. Očekávalo se představení aktualizací pro Android, Chrome OS, Google Chrome a dalších služeb v průběhu konference. Registrace byla otevřena 13. března 2013 07:00 PDT (GMT -7). Trvalo jen 49 minut a všechny lístky za $ 900 (nebo 300 dolarů za studenty a fakulty škol), se vyprodaly, a to i za předpoklady, že žadatelé o registraci musí mít oba účty Google+ a Google Wallet.
Při této konferenci byly využity dálkově ovládané vyhlídkové balóny, ovládané kamerou, která z ptačí perspektivy natáčela uvnitř konference.

### Den první
Představení a úvod:
- Google Play Music All Access (předplatné).
- Google Play Hry.
- Aktualizace Google Play služeb.
- Google Play pro vzdělání.
- Android studio vývojové prostředí.
- Samsung Galaxy S4 s akciemi Android k prodeji na Google Play.
- Google+ s důrazem na správu a sdílení fotografií.
- Google Hangouts, aktualizována instant messaging platforma.
- Redesigned Google Maps desktop a aplikace pro Android.
- Aktualizace aplikace Google Search pro Android.
- Android překročil 900 milionů aktivací po celém světě.
- Aplikace Google Engine nyní podporuje PHP.
- Google TV aktualizováno na Android 4.2.2 Jelly Bean.

### Den druhý
Hlavním tématem byly aplikace pro Google Glass.

## 2014 (25.–26. červen)
Termín konference byl 25.—26. června 2014. Registrace na konferenci roku 2014 byla otevřena 15. dubna a ukončena byla ukončena 18. dubna. Změnil se však její systém. Google letos bude vybírat a losovat účastníky na základě dotazníků, který byl povinný při registraci. Podle spekulaci budou mírně zvýhodněni designéři, protože letošní konference se bude z velké části věnována právě designu. Díky plánování redesignu (změna vzhledu) některých stěžejních aplikací, se oproti představení nových projektů, budou přednášky hlavně o aktualizaci stávajících aplikací. Konkrétně by se mělo jednat o GMail a Kalendář. Hlavně by však tato vývojářská akce měla být zaměřena na již zmíněný vzhled. Hlavní keynote se uskuteční 25. června a s největší pravděpodobností bude opět streamována skrze YouTube jak tomu bylo i v letech minulých.
Novinky tohoto roku:
Android
- Auto – mobilní aplikace umožňující používat Android zařízení ve vozidle, zejména smartphone.
- Lollipop – kódové označení pro mobilní operační systém Android. Obsahuje verze mezi 5.0 a 5.1.1, který je podporován pouze s bezpečnostním patchem.
- Material Design
- One – řada levnější spotřební elektroniky, která používají systém Android. Jedná se o hardwarový a softwarový standard vytvoření pro zákazníky v rozvojovém světě.
- Slides – prezentační program, který je součástí bezplatného webového softwaru pro kancelářské programy.
- TV – inteligentní televizní platforma. Na základě operačního systému vytváří interaktivní televizní zážitek prostřednictvím uživatelského rozhraní. Nástupce Goggle TV.
- Wear – verze operačního systému Android navrženého pro smartwatches a další nositelná zařízení zpracovatelná s mobilními telefony.

Chromebook
Chromebook s operačním systémem Chrome OS založeným na systému Linux. Zařízení se primárně používají k provádění různých úkolů pomocí prohlížeče Google Chrome. Většina aplikací a dat sídlí v cloudu než na samotném počítači.
- Improvements

Google Fit
Platforma pro sledování zdraví. Jedná se o sadu rozhraní API, který sdružuje data z více aplikací zařízení. Aplikace používá snímače k měření aktivity uživatele nebo v mobilním zařízení k zaznamenávání aktivit fyzické kondice, které jsou měřeny v souladu s cíli a zdraví uživatele.
Gmail
- API

## 2015 (28.–29. květen)
Konference se konala v Shoreline Amphitheatre v San Francisku. Registrace na akci byla otevřena 17.-19.3.
Představené novinky:
Android
- Marshmallow – včetně nových funkcí jako kontrola oprávnění aplikace, nativní rozpoznávání otisků prstů, režim "Deep sleep" který přenáší zařízení do úsporného režimu. Podpora USB-C. Podpora propojení aplikací, která vede k ověření adres URL aplikací v obchodě Google Play
- Pay – Aplikace na Google Play. Možnost placení platební kartou pomocí aplikace.
- Wear – rozšíření o režim "Vždy zapnuto". Gesta zápěstí.

Chrome
- Custom tab

Gmail
- Inbox – dostupnost doručené pošty pro každého

Mapy
- Offline mód

Nanodegree – Android kurzy pro Udacity
Now
- snížení hlasových chyb
- zlepšení kontextů

Play
- Záložka "O" ("About") pro vývojáře stránek
- výpisy A/B
- experimenty s výpisy obchodů

Project Brillo
Nový operační systém pro internet o věcech založených na Androidu.
- Project Weave – Projekt Weave je společným jazykem pro komunikaci s IoT,

Hardware:
- Nexus 9
- Zlepšení Google Cardboard

## 2016 (17.–19. květen)
Konference se opět konala v Shoreline Amphitheatre v San Francisku.
Novinky:
Allo
Mobilní aplikace pro instant messagign pro mobilní operační systémy Android a iOS s webovým klientem dostupným v prohlížečích Chrome, Mozilla, Firefox a Opera.
Android
- Daydream – platforma virtuální reality integrována do mobilního operačního systému Android.
- Instant Apps
- Nougat – sedmá hlavní verze operačního systému Android
- Wear 2.0 – další verze operačního systému navrženého pro smartwatches a jiná nositelná zařízení. Integruje technologii Google Assistant a oznámení o mobilních zařízení do formuláře smartwatch. Přidává také možnost stahovat aplikace z Obchodu Google Play.

Assistant
Virtuální osobní asistent. Na rozdíl od Google assistant se může zapojit do dvoustranných konverzací.
Duo
Mobilní aplikace pro videohovory dostupná pro operační systémy Android a iOS. Uživatelům umožňuje videohovory ve vysokém rozlišení.
Firebase
Platforma pro vývoj mobilních a webových aplikací.
Home
Google Home je značka inteligentních reproduktorů. Tyto reproduktory umožňují uživatelům pomocí hlasových povelů komunikovat se službami pomocí inteligentního osobního asistenta Gooogle (Google Assistent)
Play integrace Chrome OS